# (11216) Billhubbard
(11216) Billhubbard est un astéroïde de la ceinture principale.

## Description
(11216) Billhubbard est un astéroïde de la ceinture principale. Il fut découvert le 8 mai 1999 à la station Catalina par le projet CSS. Il présente une orbite caractérisée par un demi-grand axe de 2,26 UA, une excentricité de 0,16 et une inclinaison de 2,1° par rapport à l'écliptique.

## Compléments